# Amblyderus granularis
Amblyderus granularis är en skalbaggsart som först beskrevs av Leconte 1850.  Amblyderus granularis ingår i släktet Amblyderus och familjen kvickbaggar. Inga underarter finns listade i Catalogue of Life.